# David Sarajishvili
David Zakharyevich Sarajishvili (Sarajev) (en georgiano.: დავით ზაქარიას ძე სარაჯიშვილი; nació el 28 de octubre de 1848, Tiflis, Imperio ruso - 20 de junio de 1911, Tiflis, Imperio ruso) — científico georgiano, empresario y filántropo. Fundador de varias fábricas de coñac en el Imperio ruso, incluida la primera Fábrica de Coñac Kizlyar en la URSS.

## Biografía
David Sarajishvili nació el 28 de octubre de 1848 en Tiflis. El padre es el comerciante Zakhari Davidovich Sarajishvili (1810–1880). Madre - Elizabeth Savaneli. Hermanas - Catalina y María. Los padres vivían en una casa en la calle Sergievskaya (ahora - Machabeli Street, Tiflis), donde David pasó su infancia.
En 1866, se graduó con honores del Primer Gimnasio Clásico de Tiflis. Después de eso, ingresó en la Facultad de Historia Natural de la Universidad de San Petersburgo, pero un año después continuó sus estudios en Alemania en la Universidad de Heidelberg. Se graduó de la Universidad en 1871 y recibió un doctorado en ciencias químicas y filosóficas.
Después de estudiar estudiar agricultura en las ciudades alemanas de Hoffenheim y Halle. Desde 1878 hasta 1879, estudió vinicultura en Francia, donde conoció al viticultor Jean Baptiste Camus. En 1880, Sarajishvili regresó a Tiflis y se estableció en la casa de sus padres en Sergievskaya. En mayo de 1880, su padre murió y dejó un legado de 700 mil rublos. En el otoño de 1880, Sarajishvili se casa con Ekaterina Ivanovna Porakishvili. Los cónyuges en el matrimonio no tenían hijos.
A principios de la década de 1880, Sarajishvili viajó por Rusia estudiando el trabajo de las empresas para la producción de bebidas espirituosas. En 1884-85, Sarajishvili sienta las bases para la construcción de la futura Fábrica de Cognac de Tbilisi, que se inauguró en 1888. En 1885, Sarajishvili, junto con su suegro Ivan Porakishvili, compra a las personas de Izmirov, Areshchev y Borov destilerías familiares y crea una Fábrica de Coñac Kizlyar. También en 1885 en Tiflis en la calle Olginskaya (ahora - Merab Kostavy Street) Sarajishvili construyó una planta de destilación para la destilación de frutas y vodka de uvas. En 1887 abrió una destilería en Tiflis.

Casa Sarajishvili en la calle Sergievskaya

Sarajishvili fue el primero en sus empresas en el Imperio ruso que comenzó a producir coñac al mantener el espíritu de la uva en barriles de roble de montaña caucásico. Las empresas de Sarajishvili ocuparon una posición de casi monopolio en el Imperio ruso. 
En 1902, Sarajishvili destruyó la casa de sus padres en la calle Sergievskaya y se mudó temporalmente a la casa número 3 en la calle Freylenskaya (ahora calle Sulkhan-Saba Orbeliani). El arquitecto del nuevo proyecto de construcción, cuya construcción se completó en 1905, fue el arquitecto alemán Karl Zaar.
Por logros en la producción de bebidas alcohólicas, Sarajishvili recibió el título de "Asesor de Comercio", y en 1913 su compañía recibió el título de "Proveedor Imperial".
En los últimos años, Sarajishvili estaba gravemente enfermo: le diagnosticaron cáncer. Emitió su testamento en el lecho de muerte notariado en Rostov-on-Don. Murió el 20 de junio de 1911. La comisión funeraria fue supervisada por Valerian Gunia. La oración requiem tuvo lugar en el templo de Sioni. Uno de los que habló en la procesión fúnebre fue el poeta Akaki Tsereteli. El cuerpo de Sarajishvili fue enterrado en el Panteón de Didube. En 1938, el polvo de la pareja se trasladó a una nueva ubicación en Vake. Por iniciativa del fundador y presidente de la sociedad anónima Sarajishvili, Guji Bubuteishvili, en 1995, los restos de David Sarajishvili y Ekaterina Porakishvili se volvieron a asentar cerca de la Iglesia de Kashveti.

## Filántropo
David Sarajishvili estaba comprometido en la caridad, apoyó a muchos artistas y músicos georgianos famosos. Sarajishvili fue el iniciador de la creación de un comité presidido por Niko Tskhvedadze, que se dedicó a financiar jóvenes talentosos y otorgó becas para la educación en Rusia y en el extranjero. Ayudó a los socialdemócratas georgianos, en particular en 1910, según el departamento de policía, asignó un estipendio mensual de 150 rublos a la política de Noe Zhordania.

## Memoria
En 2002, por iniciativa y por cuenta de Sarajishvili JSC, se erigió un monumento de bronce de cinco metros a David Sarajishvili en el Parque Rike (por el Artista Honorable de Georgia T. Kikalishvili).
En 2005, en el año del 120 aniversario de la Fábrica de Coñac Kizlyar, se erigió en su territorio un monumento al fundador de la empresa, David Sarajishvili.
En 2012, la mansión de David Sarajishvili en el pueblo de Bakurtsikhe del distrito de Gurdjaan recibió el estatus de patrimonio cultural.
En 2015, en honor a David Saradzhishvili, Fábrica de Coñac Kizlyar produjo la marca Saradjev (Coñac) para su 130 aniversario.

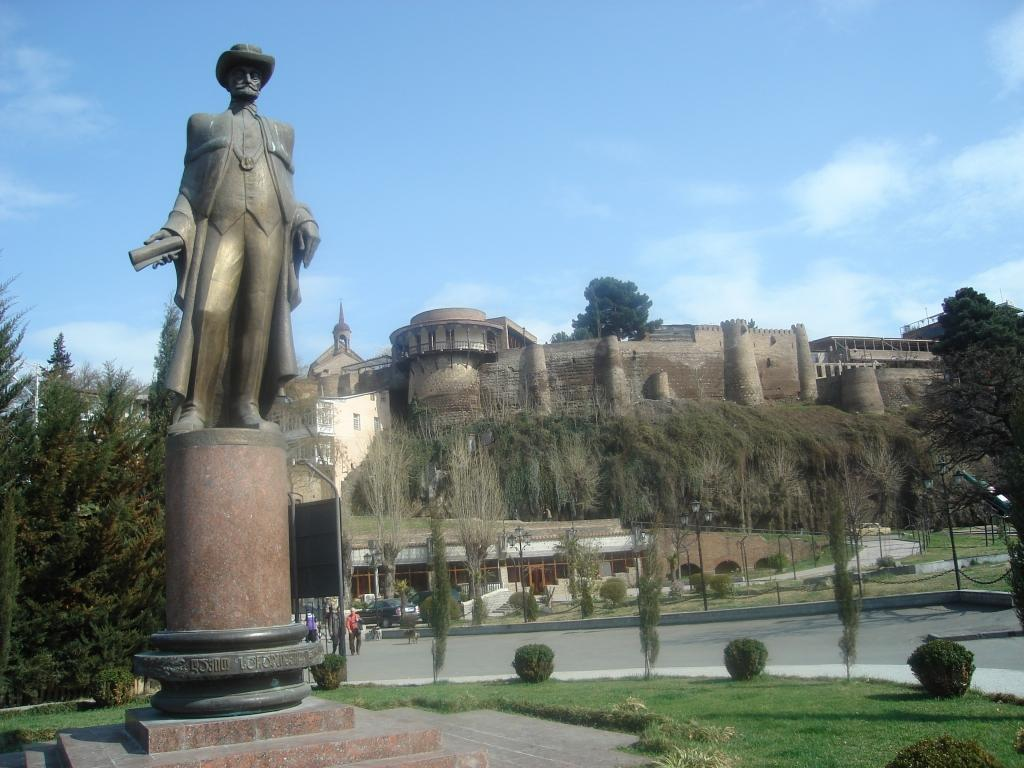
Monumento en Rike Park (2006)
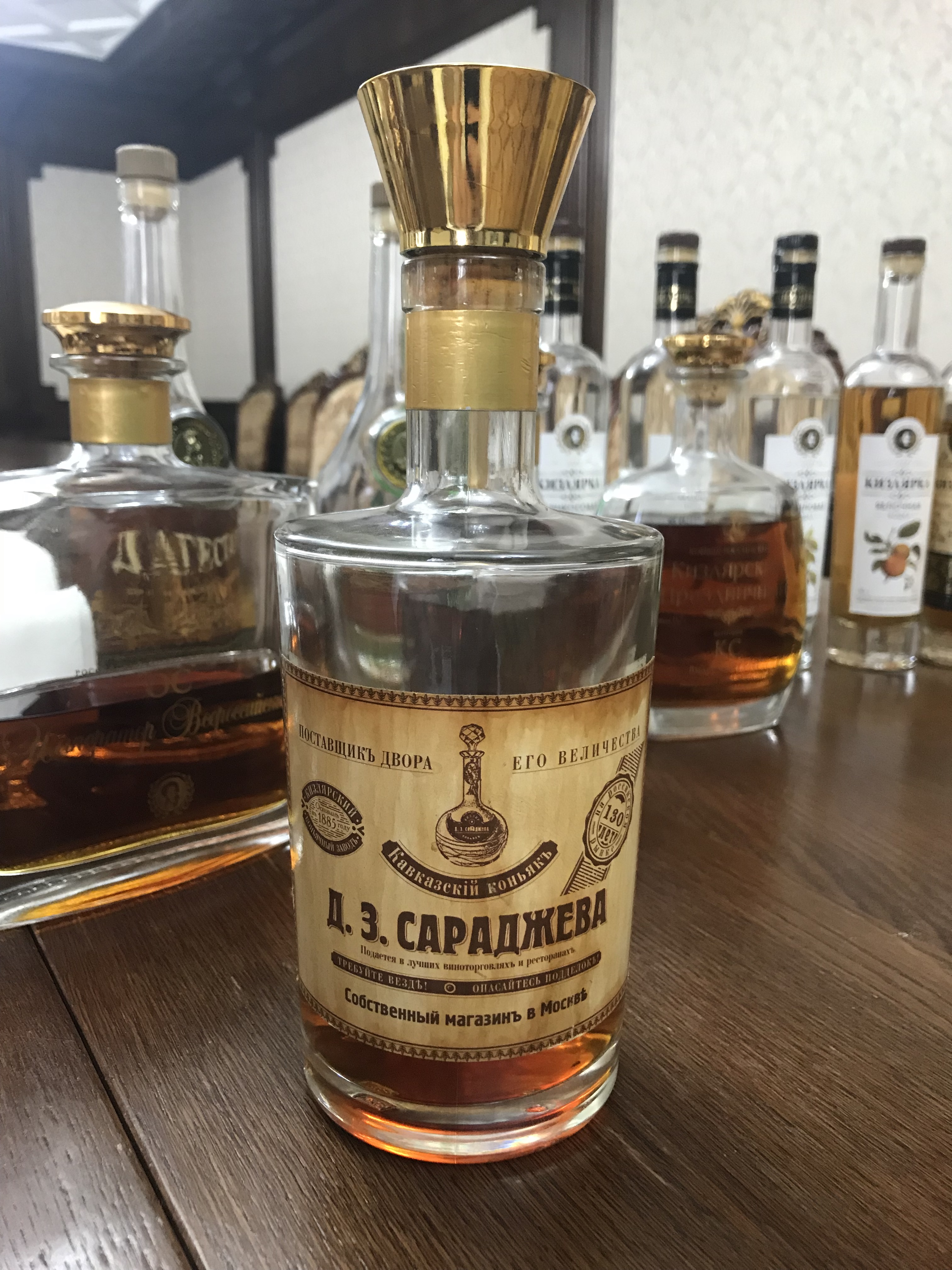
Coñac "Saradzhev" (2018)